# Португалия на «Евровидении-1984»
Португалия принимала участие в двадцать девятом выпуске телевизионного конкурса Евровидение-1984, который состоялся 5 мая в Муниципальном театре Люксембурга, Великое герцогство Люксембург. Страну представляла певица-сонграйтер Мария Жино с песней Silêncio e tanta gente ("Тишина и так много людей"). По итогам голосования она заняла 11-е место из 19, набрав 38 очков. Тем не менее, Silêncio e tanta gente стала предшественницей португальской заявки на Евровидение-1985 Penso em ti, eu sei в исполнении Аделаид Феррейра. Конкурс был показан RTP на канале RTP1 с комментариями Фиалхо Гувейа. Глашатаем, объявлявшим очки португальского жюри, был Эладиу Климаку.

## До «Евровидения»

### Национальный отбор
Начиная с 1964 года, когда Португалия дебютировала на Евровидение, португальский вещатель RTP организовывает национальные отборы под названием Festival RTP da Canção. В 1984 году состоялся двадцать первый выпуск Festival RTP da Canção, который проходил 7 марта в Аудиториу Эуропа в Лиссабоне. Ведущими были Фиалхо Гувейа и Мануэла Моура Гведеш. Отбор состоял из двух этапов. На первом этапе прозвучало шестнадцать песен, шесть из которых экспертное жюри отбирало для участия на втором этапе. На втором этапе (суперфинал) то же экспертное жюри определяло победителя. Победу одержала певица Мария Жино с песней Silêncio e tanta gente. Певица Аделаид Феррейра получила Приз интерпретации за своё исполнение песни Quero-te, choro-te, odeio-te, adoro-te. Среди конкурсантов Festival RTP da Canção 1984 были участники Португалии на Евровидение прежних лет: группа Doce (Евровидение-1982), Пауло де Корвалью (Евровидение-1974 и Евровидение-1977 как участник группы Os Amigos) и Фернанду Торду (Евровидение-1973 и Евровидение-1977 как участник группы Os Amigos).
| Порядок выступления | Исполнитель         | Название песни                         | Очки | Место |
| ------------------- | ------------------- | -------------------------------------- | ---- | ----- |
| 1                   | Зелия Родригеш      | Tricot de cheiros                      | 8    | 8     |
| 2                   | Антониу Сала        | Uma canção amiga                       | 10   | 6     |
| 3                   | Doce                | O barquinho da esperança               | 2    | 11    |
| 4                   | Пауло де Корвалью   | Já pode ser tarde                      | 9    | 7     |
| 5                   | Аделаид Феррейра    | Quero-te, choro-te, odeio-te, adoro-te | 11   | 4     |
| 6                   | Мария Жино          | Silêncio e tanta gente                 | 17   | 1     |
| 7                   | Мариса              | Num olhar                              | 0    | 13    |
| 8                   | Banda Tribo         | A padeirinha de Aljubarrota            | 12   | 3     |
| 9                   | Самуэль             | Pelo fim da tarde                      | 14   | 2     |
| 10                  | Исабель Суареш      | O nosso reencontro                     | 0    | 13    |
| 11                  | Самуэль и Криштина  | Este quadro                            | 0    | 13    |
| 12                  | Рита Рибейру        | Noticias vêm, noticias vão             | 1    | 12    |
| 13                  | Пако Бандейра       | Que coisa é esta vida                  | 11   | 4     |
| 14                  | Жозе Кампуш-и-Соуза | Cidade mar                             | 0    | 13    |
| 15                  | Фернанду Торду      | Canto de passagem                      | 6    | 10    |
| 16                  | Самуэль             | Maneira de ser                         | 8    | 8     |

| Порядок выступления | Исполнитель      | Название песни                         | Очки | Место |
| ------------------- | ---------------- | -------------------------------------- | ---- | ----- |
| 1                   | Антониу Сала     | Uma canção amiga                       | 82   | 6     |
| 2                   | Аделаид Феррейра | Quero-te, choro-te, odeio-te, adoro-te | 110  | 4     |
| 3                   | Мария Жино       | Silêncio e tanta gente                 | 151  | 1     |
| 4                   | Banda Tribo      | A padeirinha de Aljubarrota            | 112  | 3     |
| 5                   | Самуэль          | Pelo fim da tarde                      | 140  | 2     |
| 6                   | Пако Бандейра    | Que coisa é esta vida                  | 110  | 4     |

## На «Евровидении»
Мария Жино выступала под номером 19, закрывая, тем самым, конкурсную программу Евровидения. Во время выступления она пела, аккомпанируя себе на белом рояле. По итогам голосования Мария Жино заняла 11-е место из 19, набрав 38 очков. Португальское жюри присудило 12 очков Испании. Педру Осориу был дирижёром во время исполнения португальской заявки.

### Голосование
| Очки      | Страна                 |
| --------- | ---------------------- |
| 12 баллов |                        |
| 10 баллов |                        |
| 8 баллов  | - Германия - Швейцария |
| 7 баллов  | - Югославия            |
| 6 баллов  | - Нидерланды           |
| 5 баллов  | - Испания              |
| 4 балла   | - Люксембург           |
| 3 балла   |                        |
| 2 балла   |                        |
| 1 балл    |                        |

| Очки      | Страна         |
| --------- | -------------- |
| 12 баллов | Испания        |
| 10 баллов | Бельгия        |
| 8 баллов  | Италия         |
| 7 баллов  | Франция        |
| 6 баллов  | Великобритания |
| 5 баллов  | Германия       |
| 4 балла   | Швеция         |
| 3 балла   | Финляндия      |
| 2 балла   | Ирландия       |
| 1 балл    | Дания          |